# Before Your Love
"Before Your Love" är en singel, som släpptes tillsammans med "A Moment Like This", av Kelly Clarkson, vinnaren av den första säsongen American Idol. Låten finns med på hennes debutalbum, Thankful. Själva singeln spelades flitigt på radio, men stannade en bara kort tid på topplistan. Eftersom den gavs ut som en dubbelsingel tillsammans med "A Moment Like This", gick försäljningen bra för singeln. Videon för "Before Your Love" var den första videon av Clarkson, som debuterad på MTVs TRL och efter 13 veckor ersattes den av videon till "A Moment Like This". Precis som "A Moment Like This" var den skriven att bli den första singeln till den som vann den första säsongen av American Idol.